# Liste der Kulturdenkmäler in Großalmerode
Die folgende Liste enthält die in der Denkmaltopographie ausgewiesenen Kulturdenkmäler auf dem Gebiet  der  Stadt Großalmerode, Werra-Meißner-Kreis, Hessen.
Hinweis: Die Reihenfolge der Denkmäler in dieser Liste orientiert sich zunächst an Stadtteilen und anschließend der Anschrift, alternativ ist sie auch nach der Bezeichnung, der vom Landesamt für Denkmalpflege vergebenen Nummer oder der Bauzeit sortierbar.
Kulturdenkmäler werden fortlaufend im Denkmalverzeichnis des Landes Hessen durch das Landesamt für Denkmalpflege Hessen auf Basis des Hessischen Denkmalschutzgesetzes (HDSchG) geführt. Die Schutzwürdigkeit eines Kulturdenkmals hängt nicht von der Eintragung in das Denkmalverzeichnis des Landes Hessen oder der Veröffentlichung in der Denkmaltopographie ab.

Das Vorhandensein oder Fehlen eines Objekts in dieser Liste ist keine rechtsverbindliche Auskunft darüber, ob es Kulturdenkmal ist oder nicht: Diese Liste entspricht möglicherweise nicht dem aktuellen Stand der offiziellen Denkmaltopographie. Diese ist für Hessen in den entsprechenden Bänden der Denkmaltopographie Bundesrepublik Deutschland und im Internet unter DenkXweb – Kulturdenkmäler in Hessen einsehbar. Auch diese Quellen sind, obwohl sie durch das Landesamt für Denkmalpflege Hessen aktualisiert werden, nicht immer aktuell, da es im Denkmalbestand immer wieder Änderungen gibt.
Eine verbindliche Auskunft erteilt allein das Landesamt für Denkmalpflege Hessen.
Nutze diese Kartenansicht, um Koordinaten in der Liste zu setzen. In dieser Kartenansicht sind Kulturdenkmale ohne Koordinaten mit einem roten bzw. orangen Marker dargestellt und können in der Karte gesetzt werden. Kulturdenkmale ohne Bild sind mit einem blauen bzw. roten Marker gekennzeichnet, Kulturdenkmale mit Bild mit einem grünen bzw. orangen Marker.

## Kulturdenkmale nach Ortsteilen

### Großalmerode
| Bild                                 | Bezeichnung                                        | Lage | Beschreibung | Bauzeit | Objekt-Nr. |
| ------------------------------------ | -------------------------------------------------- | --- | --- | ------- | ---------- |
| Gesamtanlage I                       | Gesamtanlage I                                     | Lage | mit Baumhofstraße 55, 59; Gelsterstraße 4–14; Kasseler Straße 3–45, 51, 69, 71, 81–95, 28–40, 46, 56, 68; Teichstraße 5 |         | 40331 DDB  |
| Bild gesucht BW                      | Gesamtanlage II                                    | mit Am Mühlgraben 1–9; Großer Berg 1–7; Kleiner Berg 1–11; Schulplatz 5–7 Lage                                  | |         | 40332 DDB  |
| Bild gesucht BW                      | Gesamtanlage III                                   | mit Fünffensterstraße 3–13; In den Steinen 9–13, 6–8; Teichstraße 10; Töpferhof 2; Wilhelm-Speck-Platz 2–9 Lage | |         | 40333 DDB  |
| Bild gesucht BW                      | Fachwerkwohnhaus                                   | Am Mühlgraben 1 LageFlur: 21, Flurstück: 47                                                                     | |         | 40334 DDB  |
| Bild gesucht BW                      | Fachwerkwohnhaus                                   | Am Mühlgraben 3 LageFlur: 21, Flurstück: 46                                                                     | |         | 40335 DDB  |
| Bild gesucht BW                      | Wasserbehälter                                     | Auf Giesenhagen LageFlur: 43, Flurstück: 8/1                                                                    | |         | 40398 DDB  |
| Ehemaliger Bahnhof Großalmerode West | Ehemaliger Bahnhof Großalmerode West               | Bahnhofstraße 27 LageFlur: 32, Flurstück: 42/34                                                                 | | 1882/83 | 768968 DDB |
| Bild gesucht BW                      | Wohn- und Geschäftshaus                            | Berliner Straße 3 LageFlur: 21, Flurstück: 51/3                                                                 | |         | 40336 DDB  |
| Bild gesucht BW                      | Wohn- und Geschäftshaus                            | Berliner Straße 5 LageFlur: 21, Flurstück: 54/3                                                                 | |         | 40367 DDB  |
| Bild gesucht BW                      | Gasthaus                                           | Berliner Straße 8 LageFlur: 20, Flurstück: 32/2                                                                 | |         | 40338 DDB  |
| Bild gesucht BW                      | Wohn- und Geschäftshaus                            | Berliner Straße 11 LageFlur: 21, Flurstück: 57/1                                                                | |         | 40339 DDB  |
| Bild gesucht BW                      | Fachwerkwohnhaus                                   | Berliner Straße 15 LageFlur: 21, Flurstück: 61/2                                                                | |         | 40340 DDB  |
| Bild gesucht BW                      | Fachwerkwohnhaus                                   | Berliner Straße 20 LageFlur: 20, Flurstück: 17                                                                  | |         | 40341 DDB  |
| Bild gesucht BW                      | Fachwerkwohnhaus                                   | Berliner Straße 22 LageFlur: 20, Flurstück: 15/1                                                                | |         | 40342 DDB  |
| Bild gesucht BW                      | Fachwerkwohnhaus                                   | Berliner Straße 24 LageFlur: 20, Flurstück: 12/1                                                                | |         | 40343 DDB  |
| Bild gesucht BW                      | Fachwerkwohnhaus                                   | Berliner Straße 28 LageFlur: 20, Flurstück: 4                                                                   | |         | 40344 DDB  |
| Bild gesucht BW                      | Villa mit Nebengebäude                             | Berliner Straße 46 LageFlur: 19, Flurstück: 107/3                                                               | |         | 40345 DDB  |
| Bild gesucht BW                      | Mehrfamilienwohnhaus                               | Berliner Straße 57 LageFlur: 16, Flurstück: 72/3                                                                | |         | 40346 DDB  |
| Ehemaliger Bahnhof Großalmerode-Ost  | Ehemaliger Bahnhof Großalmerode-Ost                | Berliner Straße 73 LageFlur: 11, Flurstück: 7/13                                                                | | 1915    | 99571 DDB  |
| Bild gesucht BW                      | Eisenbahnviadukt                                   | Eisenbahn, Bei der bunten Mühle, B 451 LageFlur: 8, 10, Flurstück: 33/23, 42/31, 57/6                           | | 1915    | 40401 DDB  |
| Zweifamilienhäuser                   | Zweifamilienhäuser                                 | Eisenbergstraße 14–20 (grd,) LageFlur: 23, Flurstück: 76/12–14, 76/17, 76/6, 76/8                               | mit Ställen hinter den Häusern |         | 40347 DDB  |
| Bild gesucht BW                      | Kapelle                                            | Friedhofstraße 25 LageFlur: 18, Flurstück: 156/3                                                                | Kapelle und fünf Grabsteine | 1902    | 40350 DDB  |
| Bild gesucht BW                      | Grabstelle Familie Piscantor                       | Friedhofstraße 25, Auf dem Totenhof LageFlur: 18, Flurstück: 156/3                                              | |         | 40351 DDB  |
| Fachwerkwohnhaus                     | Fachwerkwohnhaus                                   | Fünffensterstraße 3 LageFlur: 22, Flurstück: 175                                                                | |         | 40352 DDB  |
| Bild gesucht BW                      | Brunnen                                            | Gelsterstraße o. Nr. LageFlur: 22, Flurstück: 241/25                                                            | |         | 40354 DDB  |
| Bild gesucht BW                      | Wohnhaus                                           | Gerichtsstraße 1 LageFlur: 32, Flurstück: 31/3                                                                  | |         | 40355 DDB  |
| Wohnhaus                             | Wohnhaus                                           | Gerichtsstraße 2 LageFlur: 32, Flurstück: 16/2                                                                  | |         | 40356 DDB  |
| Bild gesucht BW                      | Doppelwohnhaus                                     | Gerichtsstraße 5/7 LageFlur: 32, Flurstück: 34/1, 34/2                                                          | |         | 40357 DDB  |
| Evangelische Stadtkirche             | Evangelische Stadtkirche                           | Großer Kirchrain 5 LageFlur: 22, Flurstück: 93/6                                                                | Die Kirche hat einen spätgotisch gewölbten Chor vom Anfang des 16. Jahrhunderts, der von einem achteckigen verschieferten Fachwerkturm überbaut wurde im 17.–18. Jahrhundert. Das Kirchenschiff 1913–1914 als kreuzförmige Halle, die Steinkanzel 1514, Wetterfahne 1779 und 1867. Um die Kirche herum mehrere historische Grabsteine. |         | 40359 DDB  |
| Bild gesucht BW                      | Gut Hirschberg                                     | Hof Hirschberg 1–8 LageFlur: 34, Flurstück: 19, 20, 21, 25, 26, 6/4                                             | zwei Wohnhäuser, zwei Arbeiterhäuser, Stallungen und eine Scheune |         | 40402 DDB  |
| Fachwerkwohnhaus                     | Fachwerkwohnhaus                                   | In den Steinen 23 LageFlur: 22, Flurstück: 161/2                                                                | |         | 40358 DDB  |
| Trafostation                         | Trafostation                                       | In der Grewiese LageFlur: 25, Flurstück: 20/1                                                                   | |         | 40399 DDB  |
| Wohn- und Geschäftshaus              | Wohn- und Geschäftshaus                            | Kasseler Straße 2 LageFlur: 22, Flurstück: 26/3                                                                 | |         | 40360 DDB  |
| Wohnhaus                             | Wohnhaus                                           | Kasseler Straße 12/14 LageFlur: 38, Flurstück: 104/2                                                            | |         | 40361 DDB  |
| Villa                                | Villa                                              | Kasseler Straße 26, In der Jonasbach, Claus LageFlur: 38, Flurstück: 109/2, 110/3, 110/6                        | mit Park |         | 40362 DDB  |
| Ehemaliges Amtsgericht               | Ehemaliges Amtsgericht                             | Kasseler Straße 68 LageFlur: 36, Flurstück: 114/1                                                               | mit Mauer |         | 40363 DDB  |
| Fabrikanlage                         | Fabrikanlage                                       | Kasseler Straße 87 LageFlur: 32, Flurstück: 86/6                                                                | |         | 40364 DDB  |
| Wohnhaus                             | Wohnhaus                                           | Kasseler Straße 89 LageFlur: 32, Flurstück: 86/5                                                                | |         | 40365 DDB  |
| weitere Bilder                       | Meilenstein                                        | Kasseler Straße (bei Nr. 92) LageFlur: 36, Flurstück: 155/18                                                    | Inschrift: von Cassel / 3 M |         | 41622 DDB  |
| Villa                                | Villa                                              | Kasseler Straße 100 LageFlur: 35, Flurstück: 92/13                                                              | |         | 40367 DDB  |
| Bild gesucht BW                      | Schmelztiegelwerke Gundlach                        | Kasseler Straße 113, Gelster LageFlur: 33, Flurstück: 110/2, 24/1, 38/1                                         | Fabrikgebäude, Brennhaus, Verwaltungsgebäude | 1894    | 40393 DDB  |
| Bild gesucht BW                      | Wohnhaus                                           | Kleiner Berg 1 LageFlur: 21, Flurstück: 39/1                                                                    | |         | 40366 DDB  |
| Bild gesucht BW                      | Fachwerkwohnhaus                                   | Kleiner Berg 3 LageFlur: 21, Flurstück: 37                                                                      | |         | 40368 DDB  |
| Bild gesucht BW                      | Fachwerkwohnhaus                                   | Kleiner Berg 5/7 LageFlur: 21, Flurstück: 36/1                                                                  | |         | 40369 DDB  |
| Bild gesucht BW                      | Fachwerkwohnhaus                                   | Kleiner Kirchrain 3 LageFlur: 20, Flurstück: 40/5                                                               | Hinweis auf Haustür |         | 40370 DDB  |
| Brunnen                              | Brunnen                                            | Marktplatz o. Nr. LageFlur: 22, Flurstück: 241/24                                                               | |         | 40376 DDB  |
| Bild gesucht BW                      | Fachwerkwohnhaus                                   | Marktplatz 3 LageFlur: 22, Flurstück: 15/1                                                                      | |         | 40371 DDB  |
| Bild gesucht BW                      | Fuhrleuteschänke                                   | Marktplatz 10 LageFlur: 22, Flurstück: 85/1                                                                     | | 1846    | 40372 DDB  |
| Rathaus                              | Rathaus                                            | Marktplatz 11 LageFlur: 22, Flurstück: 10/11                                                                    | | 1900    | 40373 DDB  |
| Fachwerkwohnhaus                     | Fachwerkwohnhaus                                   | Mittelstraße 2 LageFlur: 23, Flurstück: 145/1                                                                   | |         | 40374 DDB  |
| Bild gesucht BW                      | Ehemalige Mittelschule                             | Mittelstraße 8 LageFlur: 23, Flurstück: 21/13                                                                   | |         | 40377 DDB  |
| Bild gesucht BW                      | Arbeiterwohnhaus                                   | Obere Scheidquelle 4, 6, 8 LageFlur: 20, Flurstück: 156/12                                                      | Hinweis auf rechte Haustür |         | 40378 DDB  |
| Bild gesucht BW                      | Wohnhaus                                           | Obere Scheidquelle 20 LageFlur: 20, Flurstück: 75/2                                                             | |         | 40379 DDB  |
| Bild gesucht BW                      | Fachwerkwohnhaus                                   | Obere Scheidquelle 30 LageFlur: 20, Flurstück: 87/1                                                             | Hinweis auf zwei Haustüren |         | 40380 DDB  |
| Bahnhofsgebäude Epterode             | Bahnhofsgebäude Epterode                           | Rommeroder Straße 12 LageFlur: 27, Flurstück: 40/10                                                             | |         | 40381 DDB  |
| Bild gesucht BW                      | Verwaltungsgebäude                                 | Rommeroder Straße 30/32 LageFlur: 27, Flurstück: 52/3                                                           | Verwaltungsgebäude der Zeche Hirschberg |         | 40382 DDB  |
| Bild gesucht BW                      | Ehemalige Mühle                                    | Schulplatz 1 LageFlur: 21, Flurstück: 63/2                                                                      | Ehemalige Mühle mit Wirtschaftsgebäude |         | 40384 DDB  |
| Bild gesucht BW                      | Fachwerkwohnhaus                                   | Schulplatz 2/4 LageFlur: 16, Flurstück: 94/1                                                                    | | 1730    | 40385 DDB  |
| Bild gesucht BW                      | Ehemalige Schule                                   | Schulplatz 14 LageFlur: 16, Flurstück: 104/3                                                                    | |         | 40386 DDB  |
| Fachwerkwohnhaus                     | Fachwerkwohnhaus                                   | Steinweg 6 LageFlur: 23, Flurstück: 31/4                                                                        | | um 1730 | 40387 DDB  |
| Fachwerkwohnhaus                     | Fachwerkwohnhaus                                   | Teichstraße 2 LageFlur: 22, Flurstück: 200/7                                                                    | |         | 40388 DDB  |
| Fachwerkwohnhaus                     | Fachwerkwohnhaus                                   | Teichstraße 5 LageFlur: 22, Flurstück: 59/1                                                                     | |         | 767722 DDB |
| Bild gesucht BW                      | Fachwerkwohnhaus und Stall                         | Untere Scheidquelle 1, Untere Scheidquelle LageFlur: 19, Flurstück: 91/4, 93/7                                  | |         | 40392 DDB  |
| Bild gesucht BW                      | Fachwerkwohnhaus                                   | Untere Scheidquelle 4 LageFlur: 20, Flurstück: 8/2                                                              | | 1771    | 40390 DDB  |
| Bild gesucht BW                      | Fachwerkwohnhaus                                   | Untere Scheidquelle 6/8 LageFlur: 20, Flurstück: 10/3                                                           | |         | 40391 DDB  |
| Bild gesucht BW                      | Ehemaliges Verwaltungsgebäude der Zeche Hirschberg | Weststraße 26 LageFlur: 33, Flurstück: 55/1                                                                     | |         | 40394 DDB  |
| Fachwerkwohnhaus                     | Fachwerkwohnhaus                                   | Wilhelm-Speck-Platz 6 LageFlur: 22, Flurstück: 151/22                                                           | Hinweis auf Haustür |         | 40395 DDB  |
| Fachwerkwohnhaus                     | Fachwerkwohnhaus                                   | Zäunenstraße 8 LageFlur: 23, Flurstück: 14/1                                                                    | |         | 40396 DDB  |
| Fachwerkwohnhaus                     | Fachwerkwohnhaus                                   | Zäunenstraße 10 LageFlur: 23, Flurstück: 15/5                                                                   | |         | 40397 DDB  |
| weitere Bilder                       | Bilsteinturm                                       | Bilstein (im Gutsbezirk Kaufunger Wald – Großalmerode) LageFlur: 50, Flurstück: 43/1                            | | 1891    | 927957 DDB |

### Epterode
| Bild            | Bezeichnung               | Lage                                                                | Beschreibung | Bauzeit | Objekt-Nr. |
| --------------- | ------------------------- | ------------------------------------------------------------------- | --- | ------- | ---------- |
| Bild gesucht BW | Gesamtanlage              | Lage                                                                | mit Dorfstraße 21–35, 18–26, 30, 42–46, 58; Kirchweg 1, 2–8; Zimmerplatzstraße 1, 2                                                                            |         | 40554 DDB  |
| Bild gesucht BW | Fabrikgebäude             | Dorfstraße 6 LageFlur: 4, Flurstück: 109/1                          | auch der Schornstein | 1855    | 40555 DDB  |
| Bild gesucht BW | Fachwerkwohnhaus          | Dorfstraße 7 LageFlur: 4, Flurstück: 7/2                            | |         | 40556 DDB  |
| Bild gesucht BW | Fachwerkwohnhaus          | Dorfstraße 13 LageFlur: 4, Flurstück: 11/7, 11/8                    | |         | 40557 DDB  |
| Bild gesucht BW | Fachwerkwohnhaus          | Dorfstraße 18/20 LageFlur: 4, Flurstück: 102/2, 103/1               | |         | 40558 DDB  |
| Bild gesucht BW | Wohn-Wirtschaftsgebäude   | Dorfstraße 29 LageFlur: 4, Flurstück: 29/3                          | |         | 40559 DDB  |
| Bild gesucht BW | Ehemalige Schule          | Dorfstraße 37 LageFlur: 4, Flurstück: 37/2                          | ehemalige, bis 1911 genutzte Dorfschule |         | 40560 DDB  |
| Bild gesucht BW | Fachwerkwohnhaus          | Dorfstraße 54 LageFlur: 4, Flurstück: 67/4                          | |         | 40561 DDB  |
| Bild gesucht BW | Kleinbauernstelle         | Epteroder Straße 6 LageFlur: 3, Flurstück: 15/21                    | |         | 40562 DDB  |
| Bild gesucht BW | Villa mit Garage          | Epteroder Straße 7 LageFlur: 4, Flurstück: 93/1                     | |         | 40563 DDB  |
| Bild gesucht BW | Wohnhaus                  | Epteroder Straße 18 LageFlur: 3, Flurstück: 15/23                   | Hinweis auf Haustür |         | 40564 DDB  |
| weitere Bilder  | Evangelische Kirche       | Kirchweg 1 LageFlur: 4, Flurstück: 48/1                             | Schlichter Saalbau mit Haubendachreiter und dreiseitigen zweigeschossigen Emporen und Holztonne über dem Mittelteil. Vermutlich von Adam Joh. Erdinger erbaut. | 1733    | 40565 DDB  |
| Bild gesucht BW | Wohnhaus                  | Kirchweg 8 LageFlur: 4, Flurstück: 52/2                             | |         | 40566 DDB  |
| Bild gesucht BW | Fachwerkwohnhaus          | Repsch 6 LageFlur: 4, Flurstück: 17/1                               | |         | 40567 DDB  |
| Bild gesucht BW | Fachwerkwohnhaus          | Zimmerplatzstraße 1, Zimmerplatzstraße LageFlur: 4, Flurstück: 24/4 | |         | 40568 DDB  |
| Bild gesucht BW | Fabrikanlage Firma Goebel | Zimmerplatzstraße 1 LageFlur: 4, Flurstück: 23/9, 24/3              | |         | 40568 DDB  |
| Bild gesucht BW | Gotteshaus                | Zimmerplatzstraße 23 LageFlur: 4, Flurstück: 2/2                    | Gotteshaus einer freikirchlichen Gemeinde mit angeschlossenem Wohnhaus                                                                                         |         | 40569 DDB  |

### Rommerode
| Bild                | Bezeichnung                      | Lage                                                                                        | Beschreibung | Bauzeit   | Objekt-Nr. |
| ------------------- | -------------------------------- | ------------------------------------------------------------------------------------------- | --- | --------- | ---------- |
| Bild gesucht BW     | Gesamtanlage I                   | Lage                                                                                        | mit Friedrichsbrücker Straße 27–37                                                                                 |           |            |
| Gesamtanlage II     | Gesamtanlage II                  | Lage                                                                                        | mit An der Bahn 1, 2–20; An den Eichen 1–19; Großalmeroder Straße 20, 31–37; In der Struth 1–11                    |           |            |
| Bild gesucht BW     | Ehemalige Mühle                  | An der Mühle 8 LageFlur: 4, Flurstück: 59/7                                                 | | 1727      | 40591 DDB  |
| Gerichtsplatz       | Gerichtsplatz                    | Friedrichsbrücker Straße o. Nr. LageFlur: 10, Flurstück: 141/85                             | Gerichtsplatz vor der Kirche mit Steintisch und Steinbank.                                                         |           | 40602 DDB  |
| Evangelische Kirche | Evangelische Kirche              | Friedrichsbrücker Straße 1 LageFlur: 9, Flurstück: 16/3                                     | Schlichter klassizistischer Saalbau mit Giebeltürmchen und ehemaligem Gerichtsplatz mit Steintisch vor der Kirche. | 1838–1839 | 40592 DDB  |
| Bild gesucht BW     | Fachwerkwohnhaus                 | Friedrichsbrücker Straße 2 LageFlur: 10, Flurstück: 86/5                                    | |           | 40593 DDB  |
| Bild gesucht BW     | Einhaus mit Wirtschaftstrakt     | Friedrichsbrücker Straße 3 LageFlur: 9, Flurstück: 14/1                                     | |           | 40594 DDB  |
| Bild gesucht BW     | Fachwerkwohnhaus                 | Friedrichsbrücker Straße 16 LageFlur: 10, Flurstück: 60/5                                   | |           | 40595 DDB  |
| Bild gesucht BW     | Fachwerkwohnhaus                 | Friedrichsbrücker Straße 24 LageFlur: 10, Flurstück: 50/4                                   | |           | 40596 DDB  |
| Bild gesucht BW     | Fachwerkwohnhaus                 | Friedrichsbrücker Straße 26 LageFlur: 10, Flurstück: 47/6                                   | mit Scheune |           | 40597 DDB  |
| Bild gesucht BW     | Fachwerkwohnhaus                 | Friedrichsbrücker Straße 38 LageFlur: 10, Flurstück: 25/2                                   | |           | 40599 DDB  |
| Bild gesucht BW     | Wirtschaftsgebäude               | Friedrichsbrücker Straße 40 LageFlur: 10, Flurstück: 21/1                                   | |           | 40598 DDB  |
| Bild gesucht BW     | Wohn-Wirtschaftsgebäude          | Friedrichsbrücker Straße 44/46 LageFlur: 10, Flurstück: 11/1, 13/2, 9                       | |           | 40600 DDB  |
| Bild gesucht BW     | Fachwerkwohnhaus                 | Friedrichsbrücker Straße 47 LageFlur: 10, Flurstück: 134/2                                  | |           | 40601 DDB  |
| Bild gesucht BW     | Gasthaus                         | Großalmeroder Straße 2 LageFlur: 9, Flurstück: 50/2                                         | |           | 40603 DDB  |
| Bild gesucht BW     | Gasthaus                         | Großalmeroder Straße 13 LageFlur: 2, Flurstück: 109/5                                       | |           | 40604 DDB  |
| Bild gesucht BW     | Verwaltungsgebäude der Tonfabrik | Großalmeroder Straße 20 LageFlur: 1, Flurstück: 20/16                                       | |           | 40605 DDB  |
| Bild gesucht BW     | sog. Waldgut Steinholz           | Gut Steinholz 1, Bei der Faulbeer, Am Vorwerk LageFlur: 12, Flurstück: 1/5, 1/7, 22/1, 27/1 | |           | 950284 DDB |
| Bild gesucht BW     | Wohnhaus                         | Walburger Straße 6 LageFlur: 9, Flurstück: 20/7                                             | |           | 40606 DDB  |
| Bild gesucht BW     | Wohnhaus                         | Walburger Straße 10 LageFlur: 9, Flurstück: 25/3                                            | | 1769      | 40607 DDB  |
| Bild gesucht BW     | Doppelhaus                       | Walburger Straße 14/16 LageFlur: 9, Flurstück: 29/2, 32/2                                   | |           | 40608 DDB  |

### Trubenhausen
| Bild                                      | Bezeichnung                               | Lage                                                                                      | Beschreibung | Bauzeit | Objekt-Nr. |
| ----------------------------------------- | ----------------------------------------- | ----------------------------------------------------------------------------------------- | --- | ------- | ---------- |
| Bild gesucht BW                           | Gesamtanlage                              | Lage                                                                                      | mit Am Kirchrain 6–10; Am Rain 1–9, 2–16; An der Gelster 1–15; Auf der Insel 1–7, 4; Hauptstraße 15–29, 33–51, 14; In der Welsebach 1, 2 |         | 40674 DDB  |
| weitere Bilder                            | Evangelische Kirche                       | Am Kirchrain, Hinter dem Dorn 1 LageFlur: 5, Flurstück: 133/4, 139/5                      | Das westliche Kirchenschiff romanisch etwa 1100, die Südseite 1832 verändert, der östliche Teil in gotischer Zeit hinzugefügt und 1597 verändert. Der Westturm mit gotischem Eingang und Laternenhaube 1832, Altarnische 1660, Kanzel 2. Hälfte 17. Jahrhundert auf Steinfuß 1833, Taufstein 1581. Einige Grabsteine. |         | 40676 DDB  |
| Bild gesucht BW                           | Wohnhaus                                  | Am Kirchrain 10 LageFlur: 5, Flurstück: 121/2                                             | |         | 40675 DDB  |
| Bild gesucht BW                           | Fachwerkwohnhaus                          | Am Rain 7 LageFlur: 5, Flurstück: 153/6                                                   | | um 1790 | 40677 DDB  |
| Bild gesucht BW                           | Fachwerkwohnhaus                          | Am Rain 12 LageFlur: 5, Flurstück: 139/4                                                  | |         | 40678 DDB  |
| Bild gesucht BW                           | Einhaus mit Wirtschaftstrakt              | Am Rain 14 LageFlur: 5, Flurstück: 150/2                                                  | | um 1700 | 40679 DDB  |
| Bild gesucht BW                           | Streckhof                                 | Am Rain 16, An der Gelster 15 LageFlur: 5, Flurstück: 157/2, 158/4                        | |         | 40681 DDB  |
| Bild gesucht BW                           | Fachwerkwohnhaus                          | An der Gelster 7 LageFlur: 5, Flurstück: 164/3                                            | |         | 40680 DDB  |
| Bild gesucht BW                           | Fachwerkwohnhaus                          | Auf der Insel 5 LageFlur: 5, Flurstück: 176/3                                             | |         | 40682 DDB  |
| Bild gesucht BW                           | Hofanlage                                 | Auf der Insel 15 LageFlur: 5, Flurstück: 196/2                                            | |         | 40683 DDB  |
| Bild gesucht BW                           | Wohnhaus                                  | Auf der Insel 16 LageFlur: 5, Flurstück: 192/4                                            | |         | 40684 DDB  |
| Bild gesucht BW                           | Hofanlage                                 | Auf der Insel 19 LageFlur: 5, Flurstück: 196/6                                            | | 1910    | 40685 DDB  |
| Brücke über die Gelster                   | Brücke über die Gelster                   | Gelster, Hauptstraße, An der Gelster LageFlur: 5, Flurstück: 104/3, 106/3, 175/72         | |         | 40686 DDB  |
| Bild gesucht BW                           | Ehemaliger Waschplatz                     | Hauptstraße, Gelster, Auf der Insel (L 3239) LageFlur: 5, Flurstück: 104/3, 106/3, 175/67 | |         | 40697 DDB  |
| Bild gesucht BW                           | Einhaus                                   | Hauptstraße 14 LageFlur: 5, Flurstück: 4/1                                                | |         | 40687 DDB  |
| Bild gesucht BW                           | Einhaus                                   | Hauptstraße 18 LageFlur: 5, Flurstück: 115/2                                              | |         | 40689 DDB  |
| Bild gesucht BW                           | Doppelhaus                                | Hauptstraße 17/19/21 LageFlur: 5, Flurstück: 11/6, 15/2, 17/3                             | | 1732    | 40688 DDB  |
| Hofanlage                                 | Hofanlage                                 | Hauptstraße 25 LageFlur: 5, Flurstück: 21/3                                               | |         | 40690 DDB  |
| Hofanlage                                 | Hofanlage                                 | Hauptstraße 27 LageFlur: 5, Flurstück: 24/3                                               | |         | 40691 DDB  |
| Bild gesucht BW                           | Einhaus                                   | Hauptstraße 29 LageFlur: 5, Flurstück: 27/5                                               | |         | 40692 DDB  |
| Bild gesucht BW                           | Mühle                                     | Hauptstraße 30, Hauptstraße LageFlur: 5, Flurstück: 76/4, 98/4, 99/3                      | |         | 40693 DDB  |
| Bild gesucht BW                           | Einhaus                                   | Hauptstraße 35 LageFlur: 5, Flurstück: 35/4                                               | |         | 40694 DDB  |
| Bild gesucht BW                           | Einhaus                                   | Hauptstraße 41 LageFlur: 5, Flurstück: 57/1, 58/4                                         | |         | 40695 DDB  |
| Fachwerkwohnhaus mit angeschlossenem Saal | Fachwerkwohnhaus mit angeschlossenem Saal | Hauptstraße 47/49 LageFlur: 5, Flurstück: 68/3                                            | |         | 40696 DDB  |
| Bild gesucht BW                           | Fachwerkwohnhaus                          | Hauptstraße 51 LageFlur: 5, Flurstück: 68/3                                               | |         | 40698 DDB  |
| Bild gesucht BW                           | Fachwerkwohnhaus                          | In der Welsebach 2 LageFlur: 5, Flurstück: 54/3                                           | |         | 40700 DDB  |

### Uengsterode
| Bild                        | Bezeichnung                 | Lage                                                                      | Beschreibung | Bauzeit | Objekt-Nr. |
| --------------------------- | --------------------------- | ------------------------------------------------------------------------- | --- | ------- | ---------- |
| Gesamtanlage                | Gesamtanlage                | Lage                                                                      | mit An der Albesbach 1–3, 2–10; An der Tränke 2–8; Am Rückberg 1–5, 2–6; Lindenstraße 1–13, 2–12, 16; Meißnerstraße 2; Töpfermarkt 3–9, 2–6                                                                         |         | 40702 DDB  |
| Bild gesucht BW             | Feuerwehrgerätehaus         | Am Bruch 2 LageFlur: 3, Flurstück: 48                                     | |         | 40703 DDB  |
| Bild gesucht BW             | Streckhof                   | Am Bruch 5 LageFlur: 3, Flurstück: 17                                     | |         | 40704 DDB  |
| Bild gesucht BW             | Streckhof                   | Am Bruch 9 LageFlur: 3, Flurstück: 20                                     | | 1815    | 40705 DDB  |
| Bild gesucht BW             | Hofanlage                   | Am Bruch 11 LageFlur: 3, Flurstück: 45/1                                  | | um 1750 | 40706 DDB  |
| Bild gesucht BW             | Hofanlage                   | Am Bruch 13 LageFlur: 3, Flurstück: 44/1                                  | |         | 40707 DDB  |
| Bild gesucht BW             | Einhaus                     | Am Rückberg 1 LageFlur: 4, Flurstück: 40                                  | |         | 40708 DDB  |
| Bild gesucht BW             | Hofanlage                   | Am Rückberg 2 LageFlur: 4, Flurstück: 36                                  | | um 1900 | 40709 DDB  |
| Bild gesucht BW             | Fachwerkwohnhaus            | An der Albesbach 10 LageFlur: 15, Flurstück: 24/2                         | |         | 40710 DDB  |
| Gelsterbrücke               | Gelsterbrücke               | Eisenbahn, Unter der Gemeinde LageFlur: 15, 16, Flurstück: 69, 70, 35, 46 | |         | 40724 DDB  |
| Bild gesucht BW             | Tunnelportal                | Eisenbahn LageFlur: 11, Flurstück: 44                                     | Portal des Albsliedetunnels |         | 40723 DDB  |
| Bild gesucht BW             | Brücke                      | Gelster LageFlur: 3, Flurstück: 84                                        | Brücke über den Laudenbach |         | 40717 DDB  |
| Bild gesucht BW             | Anger                       | Im Dorfe LageFlur: 3, Flurstück: 74                                       | |         | 40715 DDB  |
| Bild gesucht BW             | Steinkreuz * 4724.1         | Im Spittel LageFlur: 5, Flurstück: 83                                     | |         | 41642 DDB  |
| Bild gesucht BW             | Streckhof                   | Lindenstraße 1 LageFlur: 4, Flurstück: 35/2                               | |         | 40711 DDB  |
| Bild gesucht BW             | Gasthaus „Zum weißen Roß“   | Lindenstraße 3 LageFlur: 4, Flurstück: 34                                 | mit Backhaus | um 1840 | 40712 DDB  |
| Bild gesucht BW             | Fachwerkwohnhaus            | Lindenstraße 5 LageFlur: 4, Flurstück: 31                                 | | 1731    | 40713 DDB  |
| Bild gesucht BW             | Doppelhaus                  | Lindenstraße 12 LageFlur: 3, Flurstück: 15                                | |         | 40714 DDB  |
| Ehemalige Schule            | Ehemalige Schule            | Raiffeisenstraße 9 LageFlur: 3, Flurstück: 62/6                           | |         | 40716 DDB  |
| Evangelische Kirche         | Evangelische Kirche         | Töpfermarkt 7 LageFlur: 4, Flurstück: 20/1                                | Spätgotischer Bau mit Westturm und Turmhaube 1835. Das Kirchenschiff 1687 restauriert und 1906 nach Osten erweitert. Steinkanzel mit Wappen von Bodenhausen 1605, Fußteil 1687 und Orgel von 1822. Drei Grabsteine. | um 1500 | 40718 DDB  |
| Bild gesucht BW             | Einhaus                     | Unter der Linde 2 LageFlur: 3, Flurstück: 16/2                            | |         | 40719 DDB  |
| Bild gesucht BW             | Fachwerkwohnhaus            | Unter der Linde 6 LageFlur: 3, Flurstück: 22/1                            | |         | 40720 DDB  |
| Wohnhaus mit Gastwirtschaft | Wohnhaus mit Gastwirtschaft | Witzenhäuser Straße 2 LageFlur: 13, Flurstück: 18/1                       | Haustür über Sandsteintreppe | 1844    | 40722 DDB  |

### Weißenbach
| Bild            | Bezeichnung            | Lage                                                | Beschreibung | Bauzeit | Objekt-Nr. |
| --------------- | ---------------------- | --------------------------------------------------- | --- | ------- | ---------- |
| Gesamtanlage    | Gesamtanlage           | Lage                                                | mit Kirchgasse 4; Trift 1–5, 10–12, Weißenbachstraße 15–31, 10–22                                                                                 |         | 40726 DDB  |
| Bild gesucht BW | Steinkreuz * 4725.2    | Am Kreuz (K 51) LageFlur: 4, Flurstück: 96/18       | |         | 41643 DDB  |
| Bild gesucht BW | Wilhelmstollen         | Bransrode 4 LageFlur: 9, Flurstück: 10              | |         | 40727 DDB  |
| Bild gesucht BW | Bransröder Stollen     | Bransrode 4 LageFlur: 9, Flurstück: 10              | |         | 955980 DDB |
| Bild gesucht BW | Wegweiser u. Steinbank | Hässelweg LageFlur: 4, Flurstück: 92/1              | |         | 41621 DDB  |
| weitere Bilder  | Kirchenruine           | Kirchgasse 4 LageFlur: 3, Flurstück: 42             | Gotischer Westturm mit Satteldach, das Kirchenschiff 1818 und 1831 erhöht und nach Süden verbreitert, Nordportal 1831. Derzeit eine Kirchenruine. |         | 40728 DDB  |
| Bild gesucht BW | Gasthaus               | Trift 5 LageFlur: 3, Flurstück: 13/4                | Hinweis auf Haustür | 1832    | 40729 DDB  |
| Bild gesucht BW | Wohnhaus               | Weißenbachstraße 5 LageFlur: 3, Flurstück: 5/1, 5/2 | |         | 40730 DDB  |
| Bild gesucht BW | Hofanlage              | Weißenbachstraße 15/17 LageFlur: 3, Flurstück: 15/2 | |         | 40731 DDB  |
| Bild gesucht BW | Einhaus                | Weißenbachstraße 16 LageFlur: 3, Flurstück: 34      | | um 1840 | 40732 DDB  |
| Bild gesucht BW | Fachwerkwohnhaus       | Weißenbachstraße 20 LageFlur: 3, Flurstück: 36/2    | |         | 40733 DDB  |
| Bild gesucht BW | Einhaus                | Weißenbachstraße 21 LageFlur: 3, Flurstück: 17/1    | | 1847    | 40734 DDB  |
| Bild gesucht BW | Einhaus                | Weißenbachstraße 23 LageFlur: 3, Flurstück: 18/3    | | 1841    | 40735 DDB  |
| Bild gesucht BW | Hofanlage              | Weißenbachstraße 25 LageFlur: 3, Flurstück: 19/1    | |         | 40736 DDB  |
| Bild gesucht BW | Tagelöhnerhaus         | Weißenbachstraße 27 LageFlur: 3, Flurstück: 20/3    | |         | 40737 DDB  |
| Bild gesucht BW | Fachwerkwohnhaus       | Weißenbachstraße 34 LageFlur: 3, Flurstück: 50/2    | |         | 40738 DDB  |